# بوئیر (اسن)
بوئیر (به فرانسوی: Buire) یک کمون در فرانسه است که در ان (ا-دو-فرانس) واقع شده‌است. بوئیر ۴٫۱۳ کیلومتر مربع مساحت دارد ۱۴۲ متر بالاتر از سطح دریا واقع شده‌است.